# West Peeke
West Peeke is een oud buurschap in het bestuurlijke gebied Torridge, in het Engelse graafschap Devon, het ligt ten zuiden van de stad Holsworthy, ten westen van de A388 en ten oosten van de rivier Tamar (grens Cornwall).
West Peeke dat in het Domesday Book (1086) voorkomt als 'Pech'. ligt in de civil parish Luffincott en bestaat onder andere uit enkele boerderijen en een groepje bungalows hoog op een heuvel. Er lopen wandelrouten door en langs West Peeke.